# Jesús Beltrán Llera
Jesús Beltrán Llera fue un profesor e investigador de Ciencias de la Educación, primer catedrático de Psicología Evolutiva y de la Educación de la universidad española.  Ejerció la cátedra en la Universidad Complutense de Madrid y fue Director del Departamento de Psicología Evolutiva y de la Educación de la Facultad de Educación.
Publicó más de 40 libros y 150 artículos relacionados con la Psicología de la Educación y el Aprendizaje.
Falleció en Madrid en 2014 siendo catedrático emérito.

## Biografía
Nació en Fustiñana (Navarra) el 17 de febrero de 1936. Sus padres José Beltrán Floristán y Tomasa Llera Marchite. 
Estudió sus primeras letras en la escuela de su pueblo natal.
Comenzó su docencia y trabajos de  investigación en las áreas de psicología y pedagogía en la Universidad Complutense de Madrid llegando a formar parte del equipo docente. Ganó en 1980 la cátedra de Psicología General de la Facultad de Filosofía y Letras de la Universidad de Murcia.
Fue el primer catedrático de Psicología Evolutiva y de la Educación de la universidad española al ganar esta nueva cátedra de la Facultad de Ciencias de la Educación de la Universidad Complutense de Madrid.
Siendo Catedrático Emérito siguió dirigiendo tesis doctorales y publicando sus investigaciones y estudios en numerosos artículos y libros.
Falleció en Madrid el 10 de noviembre de 2014
Un año más tarde, el 14 de noviembre de 2015, la Universidad Camilo José Cela rindió homenaje póstumo concediéndole la medalla de Oro de la UCJC en el marco de un simposio internacional, donde el profesor de psicología norteamericano Robert J. Sternberg pronunció una apasionante conferencia en honor del profesor Beltrán.

## Trayectoria académica: docencia e investigación[4]
Catedrático de Psicología General de la Universidad de Murcia.
Catedrático de Psicología Evolutiva y de la Educación de la Universidad Complutense de Madrid.
Director del Departamento de Psicología Evolutiva y de la Educación de la Facultad de Educación.
Llegó a dirigir 28 tesis doctorales. 
Miembro del comité de redacción de numerosas revistas y editoriales como Revista Española de Pedagogía, Revista Española de Psicología General y Aplicada, Revista de Educación del Ministerio de Educación y Ciencia, Revista Bordón, Consultor de la Editorial Erlbaum. Hillsdale ( U.S.A.).
Miembro del Comité de evaluación del Ministerio para la evaluación del profesorado.
Miembro de la Agencia Nacional de Evaluación del Ministerio de Educación y Ciencia.
Presidente de los dos primeros Congresos Internacionales de Psicología y Educación que se han celebrado en España.
Presidente de la Asociación Española de Psicología, Educación y Psicopedagogía.
Presidente y fundador (1990) de la Asociación Científica de Psicología y Educación ACIPE
Fundador (2005) y miembro del comité de redacción de la Revista de Psicología y Educación. Suyo es el primer artículo publicado por esta Revista. 

## Premios[11]
- Premio Nacional de Investigación Educativa
- Premio Huarte de San Juan[12]
- Medalla de Oro de la Universidad de Oviedo
- Medalla de Oro de la Universidad Camilo José Cela (póstumo) 2015
- Académico de Número de la Real Academia Española de la Mar
- La Cruz de la Orden Civil de Alfonso X El Sabio

## Publicaciones
Un listado de algunas de sus obras más emblemáticas,  si desea conocer en profundidad su trayectoria académica:
(1984). Psicología educacional. Vols. I-II. Madrid: UNED.
(1988). Para comprender la psicología. Estella: Verbo Divino.
(1993). Procesos, estrategias y técnicas de aprendizaje. Madrid: Síntesis.
1993). Intervención psicopedagógica (en colaboración con V. Bermejo, M. D. Prieto y D. Vence). Madrid: Síntesis.
(1995). Psicología de la Instrucción. Vols. I-II-III (en colaboración con C. Genovard y F. Rivas). Madrid: Síntesis.
(1996). Psicología de la educación (en colaboración con J. A. Bueno). Barcelona: Boixareau.
(1998). Dificultades de aprendizaje (en colaboración con V. Santiuste). Madrid: Síntesis.
(1998). El aula inteligente: nuevo horizonte educativo (en colaboración con F. Segovia). Madrid: Espasa.
(2000). Intervención psicopedagógica y currículum escolar (en colaboración con V. Bermejo, L. F. Pérez, M. D. Prieto, D. Vence y R. González). Madrid: Pirámide.
(2002). Enciclopedia de Pedagogía. Vols. I-II-III-IV-V. Madrid: Espasa.
(2011). Más de un siglo de psicología educativa. Valoración general y perspectivas de futuro. Papeles del Psicólogo, 32 (3), 204-231 (en colaboración con L. F. Pérez).
Biblioteca Nacional de España: Jesús Beltrán Llera
Dialnet: Jesús Beltrán Llera